# Catostomus
Catostomus is een geslacht van straalvinnige vissen uit de familie van zuigkarpers (Catostomidae). Het geslacht is voor het eerst wetenschappelijk beschreven in 1817 door Lesueur.

## Soorten
- Catostomus macrocheilus Girard, 1856
- Catostomus ardens Jordan & Gilbert, 1881
- Catostomus bernardini Girard, 1856
- Catostomus cahita Siebert & Minckley, 1986
- Catostomus clarkii Baird & Girard, 1854
- Catostomus columbianus (Eigenmann & Eigenmann, 1893)
- Catostomus commersonii (Lacepède, 1803)
- Catostomus conchos Meek, 1902
- Catostomus fumeiventris Miller, 1973
- Catostomus insignis Baird & Girard, 1854
- Catostomus latipinnis Baird & Girard, 1853
- Catostomus leopoldi Siebert & Minckley, 1986
- Catostomus microps Rutter, 1908
- Catostomus nebuliferus Garman, 1881
- Catostomus platyrhynchus (Cope, 1874)
- Catostomus plebeius Baird & Girard, 1854
- Catostomus rimiculus Gilbert & Snyder, 1898
- Catostomus santaanae (Snyder, 1908)
- Catostomus snyderi Gilbert, 1898
- Catostomus tahoensis Gill & Jordan, 1878
- Catostomus tsiltcoosensis Evermann & Meek, 1898
- Catostomus utawana Mather, 1886
- Catostomus warnerensis Snyder, 1908
- Catostomus wigginsi Herre & Brock, 1936